# واجهات المستخدم اليقظة
واجهات المستخدم اليقِظة (AUI) (بالإنجليزية: Attentive user interface)‏  هي في صنف واجهات المستخدم والتي تدير انتباه المستخدم. على سبيل المثال يمكن للAUI إدارة الإخطارات
كقرارا ت مقاطعة المستخدم  والمدّة والتوقيت المناسب لذلك، وتحديد محتوى رسالة التحذير الموجّهة للمستخدم.
يمكن استخدام واجهات المستخدم اليقِظة ، من خلال توليد المعلومات ذات الصلة فقط ، بشكل خاص لعرض المعلومات بطريقة تزيد من فعالية التفاعل.
وفقًا لـرويل فيرتجال ، هناك أربعة أنواع رئيسية من واجهات المستخدم اليقظة:
- الانتباه البصري
- إدارة الدور أو Turn management
- واجهات قرار المقاطعة
- واجهات إدارة التفاصيل المرئية